# Sia (cabinet de conseil)
 (janvier 2022).
Vous pouvez aider à l'améliorer ou bien discuter des problèmes sur sa page de discussion.
- Il ne s’appuie pas, ou pas assez, sur des sources secondaires ou tertiaires. (Marqué depuis juillet 2020)

- Archive Wikiwix
- Bing
- Cairn
- DuckDuckGo
- E. Universalis
- Gallica
- Google
- G. Books
- G. News
- G. Scholar
- Persée
- Qwant
- (zh) Baidu
- (ru) Yandex
- (wd) trouver des œuvres sur Wikidata

Sia est un cabinet de conseil en stratégie français fondé en 1999. En janvier 2025, Sia Partners change d'identité et devient Sia. 

## Historique
Cofondée en 1999 par Matthieu Courtecuisse et Jérôme Miara, la société est fondée à Paris autour du secteur des services financiers puis elle investit dans d'autres secteurs. Le cabinet s'implante en 2005 à Bruxelles, en 2006 à Rome et Milan et en 2007 à Casablanca. En 2008, le cabinet acquiert EDS Consulting Services France (anciennement AT Kearney Interactive), une entité réunissant une vingtaine de consultants. En 2009, Sia Partners s'implante à Dubaï et aux Pays-Bas.
En novembre 2010, Sia Partners acquiert la société Axelboss, puis en 2012 Otc Americas. Sia Conseil France et Sia Conseil Maroc deviennent Sia Partners.
En septembre 2013, Sia Partners annonce l’acquisition des activités internationales de management consulting du groupe Investance. En février 2014, Sia Partners rachète Sourcing France (ex-Factea France). 
Sia Partners ouvre un bureau à Charlotte, en Caroline du Nord, en octobre 2015. Le cabinet annonce l'acquisition de Molten Group en septembre 2016. 
En 2018, l'entreprise acquiert l'agence de marketing relationnel français, Fove puis deux cabinets de conseil à Londres, Royaume-Uni, Inzenka et SKT Consulting. 
En décembre 2019, Sia Partners lance une démarche de responsabilité sociale des entreprises (RSE). 
En juillet 2020, Sia Partners acquiert Pathfinder, un cabinet de conseil en management spécialisé dans le changement et la transformation et possédant des implantations à Dublin et à Edimbourg.
En décembre 2020, Sia Partners acquiert RG Advisory, un cabinet basé à Toronto et spécialisé dans les services financiers.
En avril 2021, Sia Partners acquiert Uside, un cabinet de conseil français spécialisé dans le comportement des entreprises et la qualité de vie au travail.
En avril et juin 2021, Sia Partners ouvre des bureaux à Nantes et Marseille.
En 2021, Sia Partners acquiert Ethier et Summus Group, deux sociétés de conseils situées respectivement à Calgary et à Charlotte. 
Sia Partners acquiert également Ppt Consulting un cabinet de conseil en management et en informatique situé à Philadelphie.
En 2022, Sia Partners acquiert la société Fintech Stratumn, basée à Paris, pour le compte de sa branche intelligence artificielle, Heka.
Au cours de l'été, Sia Partners acquiert la société de conseil Churchill Consulting agissant dans les secteurs des mines et de l'énergie, basée à Perth, en Australie. Plus tard la même année, Sia Partners acquiert E2E, une société de conseil spécialisée basée à Edmonton, au Canada.